# Horvathula
Horvathula is een geslacht van wantsen uit de familie van de Tingidae (netwantsen). Het geslacht werd voor het eerst wetenschappelijk beschreven door Henri Schouteden in 1957.

## Soorten
Het genus is monotypisch en bevat alleen de volgende soort:

- Horvathula uniseriata (Horváth)